# Unite Group
Unite Group plc. (auch als Unite Students bezeichnet) ist ein britisches Immobilienunternehmen, das seinen Sitz in Bristol hat. Es entwickelt und betreibt Studentenwohnheime im Vereinigten Königreich und ist in diesem Segment führend.
Unite Group verfügt über 162 Studentenwohnheime in 23 Universitätsstädten im Vereinigten Königreich. Die Unterkünfte sind an 70.000 Studenten und Schüler vermietet.
Das Unternehmen ist an der Londoner Börse gelistet und Teil des FTSE 100 Index.

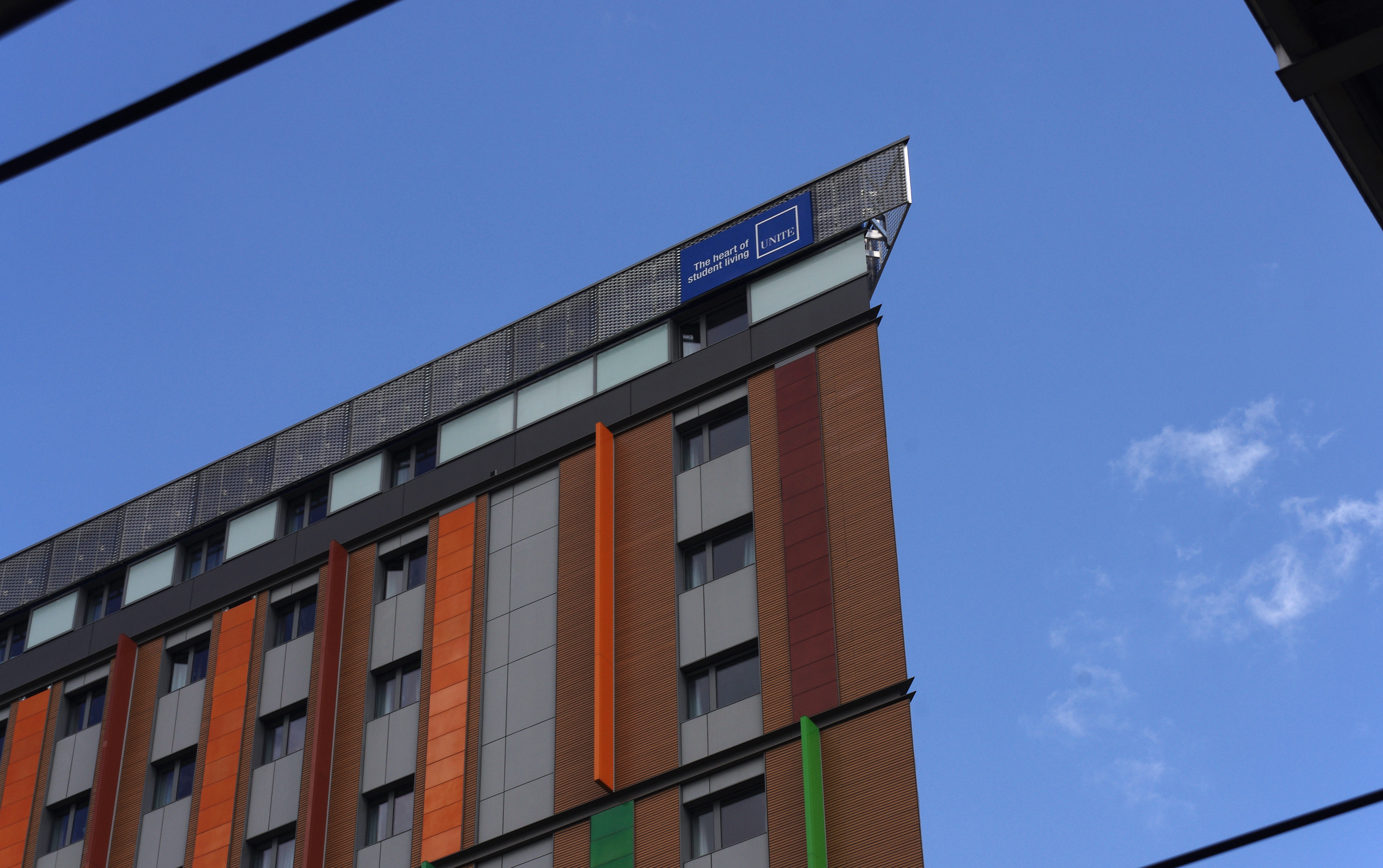
Studentenwohnheim in Tottenham

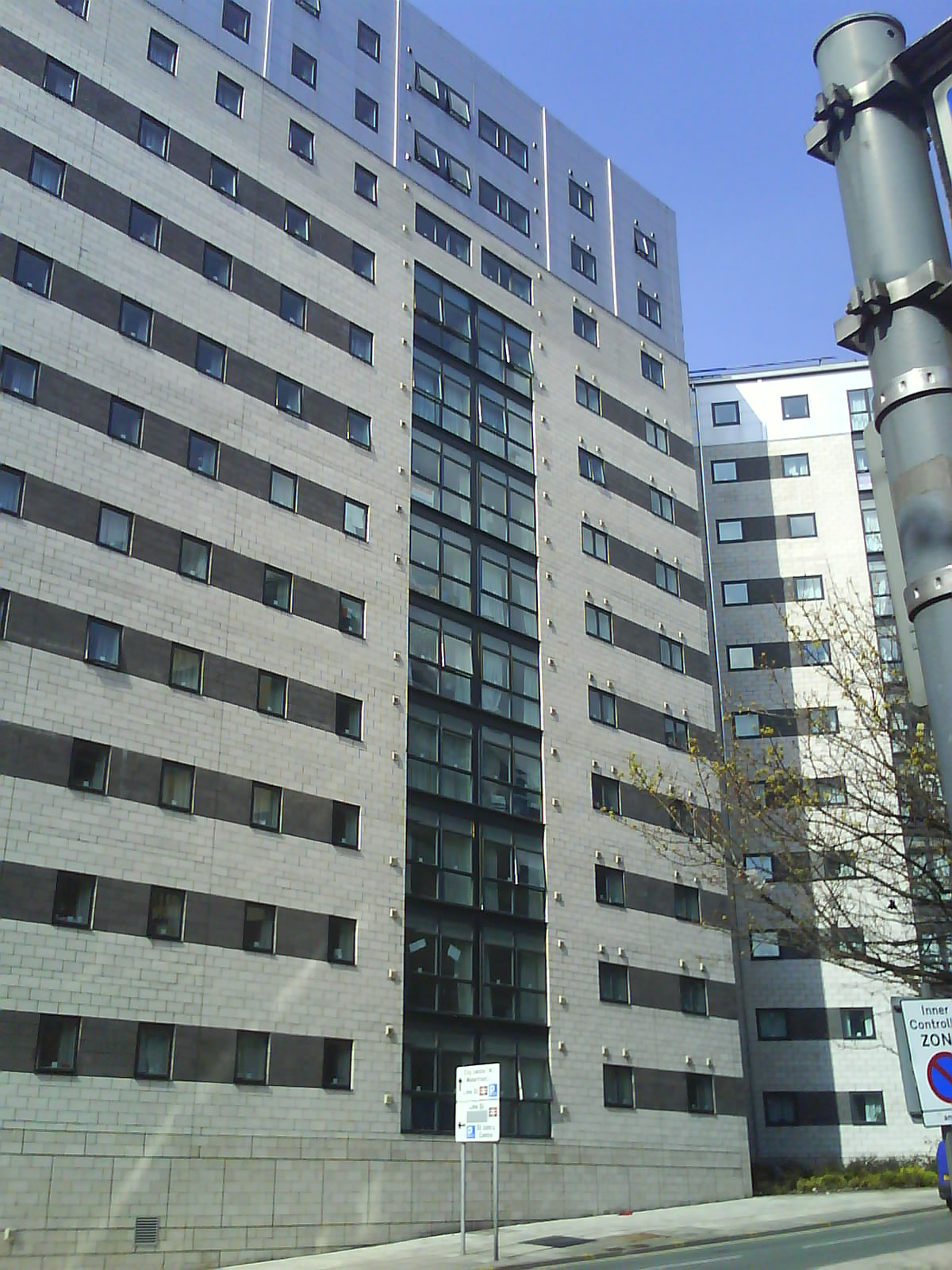
Studentenwohnheim Grand Central in Liverpool

## Geschichte
Die Unite Group wurde 1991 von Nicholas Porter in Bristol gegründet. Im Alter von 21 Jahren und nach einer Recherche an der University of the West of England erkannte er eine wachsende Nachfrage nach Studentenwohnungen. 1992 wurde die erste Immobilie in Bristol eingeweiht, 1998 die erste in London. 1999 wurde das Unternehmen am Alternative Investment Market notiert. 2000 wurde das Unternehmen an der Londoner Börse (Hauptmarkt) notiert und weitere Studentenwohnheime in Manchester, Liverpool und Portsmouth eröffnet. Im Jahr 2006 wurde der Unite UK Student Accommodation Fund gegründet, Europas größter Fonds, der sich ausschließlich auf direkt vermietete Studentenunterkünfte konzentriert.
Im Jahr 2012 wurde die gemeinnützige Stiftung The Unite Foundation ins Leben gerufen, die Studenten aus sozial schwierigen Verhältnissen kostenlose Unterkunft und einen Zuschuss zu den Lebenshaltungskosten bietet. 2016 wurden ein Vertriebsbüro und die Webseite in China eingerichtet. Die Unite Group wurde 2017 in einen Real Estate Investment Trust umgewandelt. Im November 2019 genehmigte die Wettbewerbs- und Marktaufsichtsbehörde die geplante Übernahme des Konkurrenten Liberty Living durch das Unternehmen für 1,4 Mrd. £. Die Transaktion wurde im Dezember 2019 abgeschlossen.
Am 1. Juni 2022 wurde bekannt gegeben, dass das Unternehmen vom Aktienindex FTSE 250 Index aufsteigen und mit Wirkung zum 20. Juni in den FTSE 100 Index aufgenommen wird.